# Atmospheric Chemistry and Physics
Atmospheric Chemistry and Physics (ACP) ist eine internationale wissenschaftliche Zeitschrift, deren Artikel alle im Open Access erscheinen, also kostenfrei über das Internet zugänglich sind. Sie dient der Publikation von Ergebnissen aus der Atmosphärenforschung. ACP veröffentlicht Aufsätze im Bereich der atmosphärischen Modellierung, der Feldmessungen und Laborstudien von Gasen und Aerosolen. Weitere Themen sind Wolken und Niederschläge, Isotope, Strahlung, atmosphärische Dynamik sowie Wechselwirkungen zwischen Atmosphäre und anderen Kompartimenten. Alle Beiträge unterliegen einer interaktiven, öffentlichen Begutachtung (Offenes Peer-Review).
Atmospheric Chemistry and Physics (ACP) und Atmospheric Chemistry and Physics Discussions (ACPD) werden von Copernicus Publications für die European Geosciences Union (EGU) herausgegeben. „Executive Editors“ sind: Ulrich Pöschl, Ken Carslaw, Maria Cristina Facchini, Thomas Koop und Rolf Sander.

Impact Factor der Zeitschrift von 2002 bis 2014

Der Impact Factor der Zeitschrift lag im Jahr 2014 bei 5,053, der fünfjährige Impact Factor bei 5,656. In der Statistik des Science Citation Index belegte sie damit Platz drei von 77 Zeitschriften in der Kategorie „Meteorologie & Atmosphärenwissenschaften“.